# Dierre
Dierre ist eine französische Gemeinde mit 637 Einwohnern (Stand: 1. Januar 2022) im Département Indre-et-Loire in der Région Centre-Val de Loire. Sie gehört zum Arrondissement Loches und zum Kanton Bléré. Ihre Einwohner nennen sich Dierrois und Dierroises. Die Gemeinde ist Mitglied des Gemeindeverbandes Communauté de communes Autour de Chenonceaux Bléré-Val de Cher.

## Geographie
Dierre liegt etwa 24 Kilometer ostsüdöstlich von Tours am Cher, der die Gemeinde im Süden begrenzt. Die Nachbargemeinden von Dierre sind Amboise im Norden, La Croix-en-Touraine im Osten, Bléré im Süden und Südosten, Athée-sur-Cher im Südwesten sowie Saint-Martin-le-Beau im Westen.
Im Gemeindegebiet liegt der kleine Flugplatz Amboise-Dierre.

## Demographie
| Jahr                       | 1962 | 1968 | 1975 | 1982 | 1990 | 1999 | 2006 | 2018 |
| Einwohner                  | 441  | 426  | 408  | 416  | 464  | 496  | 554  | 615  |
| Quellen: Cassini und INSEE |      |      |      |      |      |      |      |      |

## Sehenswürdigkeiten
- Pfarrkirche Saint-Médard mit Ursprüngen aus dem 12. Jahrhundert, seit 1965 als Monument historique klassifiziert

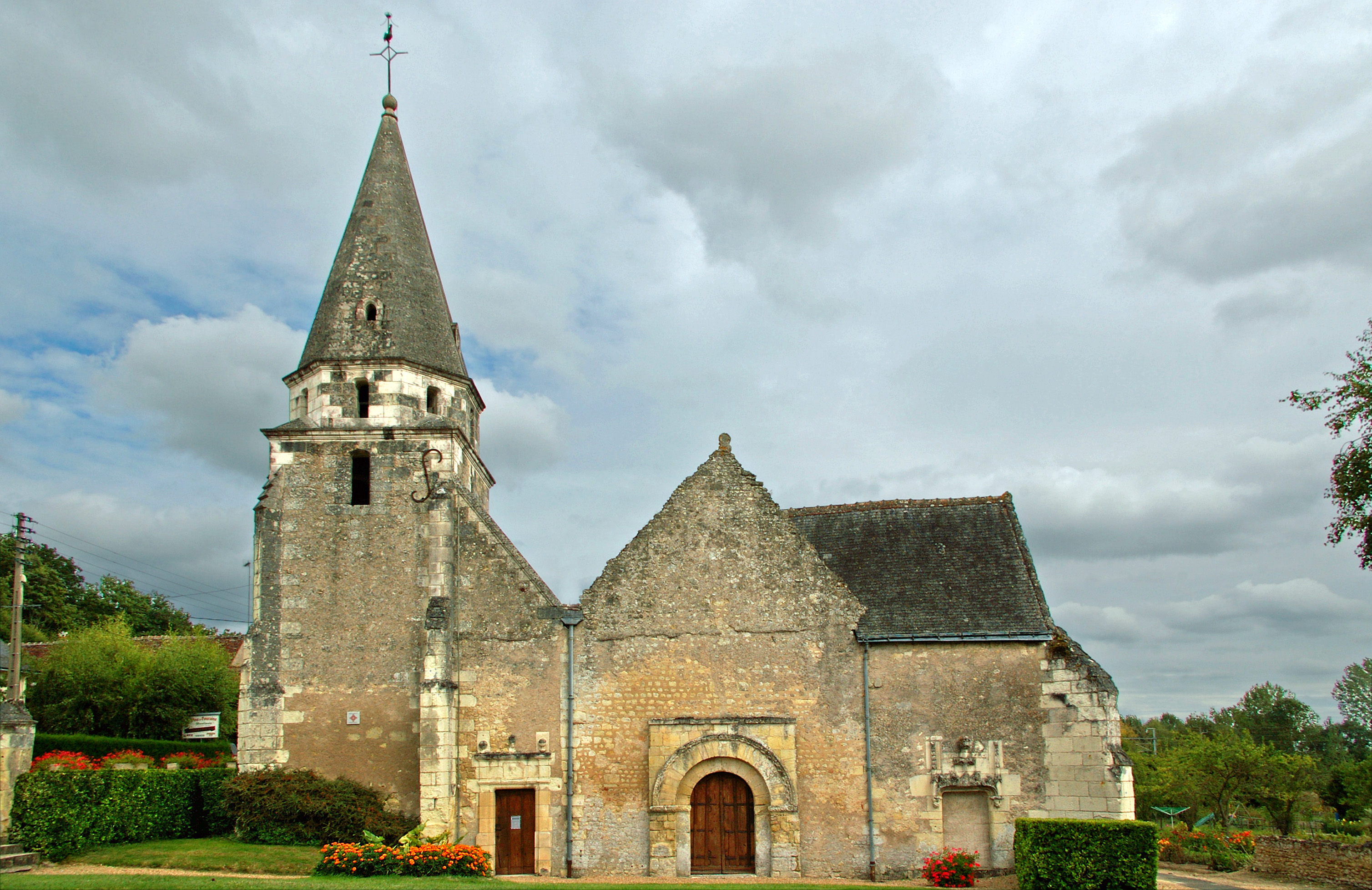
Pfarrkirche Saint-Médard

- Schloss von Vauhardy